# Schöllnach
Schöllnach là một đô thị ở huyện Deggendorf bang Bayern nước Đức. Đô thị Schöllnach có diện tích 39.93 km², dân số thời điểm ngày 31 tháng 12 năm 2006 là 5082 người.